# Øivind
Øivind est un prénom d'origine norvégienne.

## Signification
Il viendrait du vieux norrois, Eyvind qui signifie la victoire de l'île ou le vent de l'île.

## Personnalités pourtant ce prénom
Il peut faire référence à :
- Øivind Holmsen (1912-1996) : un footballeur international norvégien,
- Øivind Eckhoff (1916-2001) : un pianiste et musicologue norvégien.